# Lapeyrouse, Ain

Lapeyrouse este o comună în departamentul Ain din estul Franței.